# カルコン
カルコン（英: chalcone）とは、芳香族ケトンに分類される有機化合物のひとつ。IUPAC名 1,3-ジフェニル-2-プロペン-1-オンと表される。
フラボンのアウヴェルス合成 (Auwers synthesis) の基質となる。
生体物質として、カルコンの構造を持つさまざまな誘導体が知られ、その中には抗バクテリア性、抗菌性、抗腫瘍性、抗炎症性を持つものがある。また、フラボノイドの生合成では、カルコン誘導体が中間体となる。広義として、これらカルコン類も「カルコン」と呼ぶことがある。

## 合成
カルコンはベンズアルデヒドとアセトフェノンとのアルドール縮合で合成され、その際に水酸化ナトリウムなどの塩基が触媒となる
。
この反応は、溶媒を用いない固相合成も可能であり、環境への負荷が少ない合成法（グリーンケミストリー）の例として、大学学部生の実習の題材とされている。高温 (200–350 ℃) の水溶液中、無触媒で反応を起こさせる手法も報告されている。